# 가나자와 화물 터미널역
가나자와 화물 터미널 역(일본어: 金沢貨物ターミナル駅, かなざわかもつターミナルえき 카나자와카모쓰타아미나루에키[*])은 일본 이시카와현 가나자와시에 있는, 일본화물철도의 화물역이다.

## 역 구조
콘크리트로 만든 하적장 3개와 착발선 하역 방식 (E&S 방식)을 채용한 4개의 착발 하역선이 존재하며, 주위에 여러 개의 측선들이 있다.

## 역세권 정보
- 서일본 여객철도 가나자와 종합 차량소

## 역사
- 2003년 6월 21일 - 가나자와 역의 화물 취급 설비를 이전하여 개업.